# Werner Simon (Germanist)
Werner Simon (* 7. April 1900 in Berlin; † 13. September 1973 in Hamburg) war ein deutscher Germanist.

## Leben und Wirken
Werner Simon war der Sohn eines Reichsbankrats. Er absolvierte 1917 das Abitur und studierte ab 1919 in Berlin Germanistik, Vergleichende Sprachwissenschaften sowie Klassische Philologie. Insbesondere Gustav Roethe, Wilhelm Schulze und Arthur Hübner prägten ihn während dieser Zeit. Von 1931 bis 1946 arbeitete er Vollzeit für die Berliner Akademie der Wissenschaften im Bereich der Deutschen Kommission, wo er sich mit dem Deutschen Wörterbuch der Brüder Grimm beschäftigte. 1943 promovierte Simon bei Julius Schwietering. In seiner Promotionsschrift behandelte er, wie von Wilhelm Schulze vorgeschlagen, die Sprachmischung im Heliand. 1944 lehrte er erstmals an der Universität in Berlin.
Simon war während der Zeit des Nationalsozialismus kein Mitglied der NSDAP oder einer der Unterorganisationen gewesen. Die sowjetische Militärregierung stufte ihn daher nach Ende des Zweiten Weltkriegs als einen von wenigen Lehrkräfte des Germanischen Seminars der Berliner Universität als „unbelastet“ ein. 1946 erhielt er ohne Habilitation einen Lehrauftrag an der Universität und kurze Zeit später eine Professur. 1949 wurde daraus ein Lehrstuhl. Ab 1952 leitete er nebenbei auch die Abteilungen „Mittelhochdeutsch“ und „Goethe“ des Instituts für deutsche Sprache und Literatur, das zu dieser Zeit an der Akademie der Wissenschaften der DDR ins Leben gerufen worden war. Hier redigierte er die Deutschen Texte des Mittelalters und leitete die Arbeitsstelle, die am Mittelhochdeutschen Wörterbuch arbeitete.
Da die Wirtschaftspolitik der DDR der ostdeutschen Altgermanistik zunehmend eine „unideologische Konzeption“ unterstellte, ging Simon  an die Universität Hamburg. Er folgte damit einem Ruf als außerordentlicher Professor, der einem Ordinarius gleichgestellt war. Er arbeitete hier gemeinsam mit Ulrich Pretzel und Hans Pyritz, mit denen er in Berlin studiert hatte. 1962 wurde Simons Stelle von der außerordentlichen Professur in einen regulären Lehrstuhl umgewandelt.
Während der Vorlesungen in Hamburg behandelte Simon ein großes Themenfeld: er lehrte gotische, alt- und mittelhochdeutsche Grammatik und behandelte die Geschichte der Sprachen. Neben Interpretationen von Werken Wolfram von Eschenbachs, Gottfried von Straßburgs und Walther von der Vogelweide sprach er zum Nibelungenlied ebenso wie zur Geschichte deutscher Volkslieder und Märchen. Außerdem behandelte er die Geschichte der Sprache für den Zeitraum von Martin Luther bis in das 20. Jahrhundert. Simon wurde 1968 emeritiert.
Neben der Lehrtätigkeit publizierte Simon umfangreich und widmete den Großteil seiner Arbeitszeit lexikografischen und redaktionellen Arbeiten. Er bevorzugte die Mitwirkung an kollektiven Projekten und forschte wenig alleine. Diese Arbeitsweise hatte er während der Zeit an der Berliner Universität kennen- und schätzen gelernt. Ab 1958 leitete er die Hamburger Arbeitsstelle für das Goethe-Wörterbuch, die ihren Sitz am Literaturwissenschaftlichen Seminar hatte. Diese Stelle hatte er von Hans Pyritz übernommen, der 1958 verstorben war. Begleitend hielt er mehrfach Vorlesungen, in denen er Goethes Sprache und Stil durch Übungen vermittelte. Die Arbeiten an diesem Wörterbuch führte er auch nach der Emeritierung fort.
Simon schrieb circa 100 Artikel für das Deutsche Wörterbuch, die in den Bänden X, XI und XIV zu finden sind. Die Lemmata wie „strophe“, „structur“, „trauen“ oder „trug“ beschrieb er dabei umfangreich. Die Arbeiten an dem Wörterbuch können als Simons Hauptwerk angesehen werden. Darüber hinaus schrieb er Aufsätze, die den Titurel Wolfram von Eschenbach und die Stanzendichtung behandelten. Außerdem erweiterte er gemeinsam mit Mitarbeitern aus Hamburg die mittelhochdeutsche Kleinepik von Heinrich Niewöhner um eine Textkritik und gab das Werk in zweiter Auflage heraus.
Werner Simon, der die Arbeit aufgrund gesundheitlicher Probleme in den letzten Lebensjahren einschränken musste, starb am 13. September 1973 in Hamburg.